# ミラノ地下鉄M3線
M3線（M3せん イタリア語: Linea M3）またはLinea 3 （リネア・トレ）は、伊・ミラノ地下鉄の一つの路線である。
建設工事は1981年9月8日に始まり、ワールドカップに合わせた最初の開業の1990年まで行われ、「La Linea 3 Avanza!」というポスターで一大キャンペーン広告を行った後、同年5月3日に開業した。2011年現在、路線延長17km、21駅、ミラノ市北部のコマジーナからミラノ市南部のサン・ドナートまでを分岐なしで結んでいる。
路線はリネア・ジャッラ（黄色線）とも呼ばれ、その色は路線図の色分けに使われたり、駅や地下鉄車両の基本色となっている。
運転手が一人で扉の開閉と発車を行うワンマン運転となっている。

## 歴史
- 1990年5月3日:チェントラーレ - ドゥオーモ間開通
- 1990年12月16日:ドゥオーモ - ポルタ・ロマーナ間開通
- 1991年5月12日:ポルタ・ロマーナ - サン・ドナート間およびチェントラーレ - ソンドリオ間開通
- 1995年12月16日:ソンドリオ - ザーラ間開通
- 2003年12月8日:ザーラ - マチャキーニ間開通
- 2011年3月26日:マチャキーニ - コマジーナ間開通

## 車両
8000系 (1989)
8100系 (2003)
900系 "メネギノ" (Meneghino - 2009)

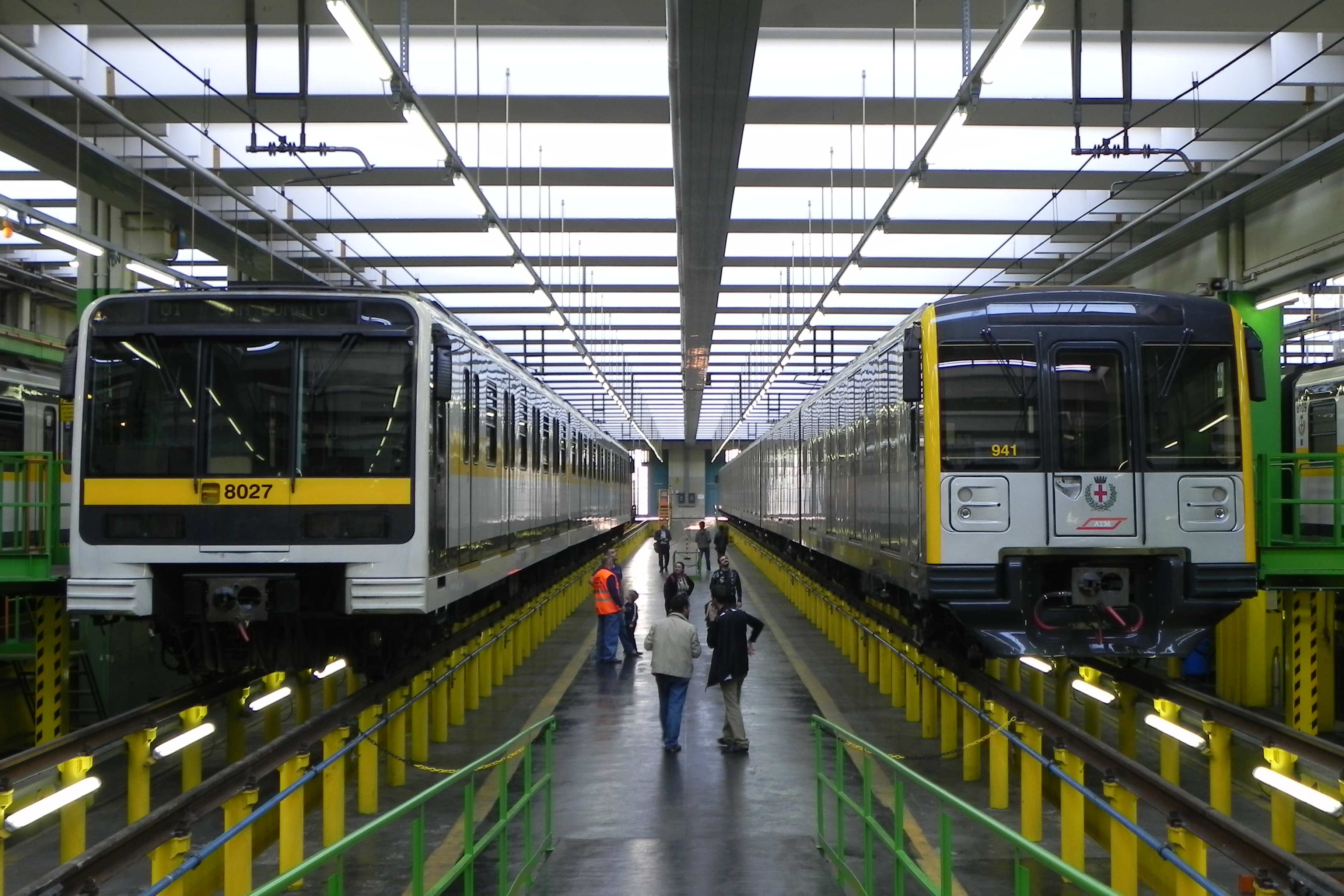
8000系 (左), 900系 (右)

## 駅一覧
| 駅名                     | イタリア語表記 | 開業 | 乗換                                                                                            | 備考 |
| ------------------------ | -------------- | ---- | ----------------------------------------------------------------------------------------------- | ---- |
| コマジーナ駅             | Comasina       | 2011 | Autobus: NM3-35-41-52-83-83/-89-165-705-729-Q35                                                 |      |
| アッフォリ駅             | Affori FNM     | 2011 | Autobus: NM3-35-40-41-52-70-89-Q35                                                              |      |
| アッフォリ・チェントロ駅 | Affori Centro  | 2011 | Autobus: NM3-70                                                                                 |      |
| デルガノ駅               | Dergano        | 2011 | Autobus: NM3-70                                                                                 |      |
| マチャキーニ駅           | Maciachini     | 2003 | Tram: 4 - Autobus: NM3-70-82                                                                    |      |
| ザーラ駅                 | Zara           | 1995 | Tram: 7-31 - Filobus: 90-91-92-N90-N91 - Autobus: NM3-51-60-82-166                              |      |
| ソンドリオ駅             | Sondrio        | 1991 | Filobus: 90-91-92-N90-N91 - Autobus: NM3-43-81                                                  |      |
| チェントラーレ駅         | Centrale F.S.  | 1990 | MXP Tram: 5-9-10 - Filobus: 90-91-92-N90-N91 - Autobus: NM2-NM3-N25-N26-N42-42-60-81-87-87/-728 |      |
| レプッブリカ駅           | Repubblica     | 1990 | Tram: 1-9-10-33 - Autobus: NM3                                                                  |      |
| トゥラーティ駅           | Turati         | 1990 | Tram: 1 - Autobus: NM3-N94-43-85-94                                                             |      |
| モンテナポレオーネ駅     | Montenapoleone | 1990 | Tram: 1 - Autobus: 85                                                                           |      |
| ドゥオーモ駅             | Duomo          | 1990 | Tram: 2-3-12-14-15-16-19 - Autobus: NM1-NM3-N15-N24-N27-60-61                                   |      |
| ミッソーリ駅             | Missori        | 1990 | Tram: 12-15-16-19-24 - Autobus: NM3-N15-N24-N27-60-61                                           |      |
| クロチェッタ駅           | Crocetta       | 1990 | Tram: 16-24 - Autobus: NM3-NM4-N24-65                                                           |      |
| ポルタ・ロマーナ駅       | Porta Romana   | 1990 | Tram: 9 - Autobus: NM3-N25-N26-62-65                                                            |      |
| ローディT.I.B.B.駅       | Lodi TIBB F.S. | 1991 | Filobus: 90-91-92-N90-N91 - Autobus: NM3-65                                                     |      |
| ブレンタ駅               | Brenta         | 1991 | Autobus: NM3-34-65-Q34                                                                          |      |
| コルヴェット駅           | Corvetto       | 1991 | Filobus: 93 - Autobus: NM3-77-84-95                                                             |      |
| ポルト・ディ・マーレ駅   | Porto di Mare  | 1991 | Autobus: NM3-77-95                                                                              |      |
| ロゴレード駅             | Rogoredo F.S.  | 1991 | Autobus: NM3-77-88-88/-95-140-Q88                                                               |      |
| サン・ドナート駅         | San Donato     | 1991 | Autobus: NM3-45-77-121-130-132-140-901-902-903-Q45-Q88                                          |      |

### 駅の説明
1. San Donato (コムーネ・ミラノの駅 メタノーポリの金融センターの最寄駅)
2. Rogoredo F.S. （サンタ・ジュリア・クアルティエーレとミラノ・ロゴレード駅の最寄り駅）
3. Porto di Mare (カッシニス通り沿いの駅)
4. Corvetto （ローディ通りとコルヴェット広場との交差にある駅）
5. Brenta （ローディ通り沿いの駅）
6. Lodi TIBB F.S.  （ローディ広場にある駅）
7. Porta Romana （17世紀のクアルティエーレの中心にある駅）
8. Crocetta （総合病院と市の中心との最寄駅）
9. Missori （ミラノ大学と市の中心との最寄駅）
10. Duomo  （ミラノの心臓部ドゥオーモ広場にある駅）
11. Montenapoleone （ミラノのファッションで有名なクアルティエーレにある駅）
12. Turati （ポルタ・ヴェネツィアの公園の最寄駅）
13. Repubblica  （市で最も置きな広場にある駅、クアルティエーレ・フィナンツァの最寄）
14. Centrale F.S.  （FSミラノ中央駅）
15. Sondrio   （メルキオッレ・ジョイア通りとの交差にある駅）
16. Zara （フルヴィオ・テスティの名前に続き同名のとても長い通りの始まりにある駅）
17. Maciachini （ミラノの環状道路外では重要な広場にある駅）
18. Dergano（コモへの幹線上にあり、同名のクアルティエーレにある駅）
19. Affori Centro（コモへの幹線上にあり、同名のクアルティエーレにある駅）
20. Affori FNM （コモへの幹線上にあり、ノルド鉄道との接続駅）
21. Comasina （コモへの幹線上にあり、同名のクアルティエーレにある駅）

## 車庫
サン・ドナード駅の近くにあるRogoredo基地